# Danses de Côte d'Ivoire

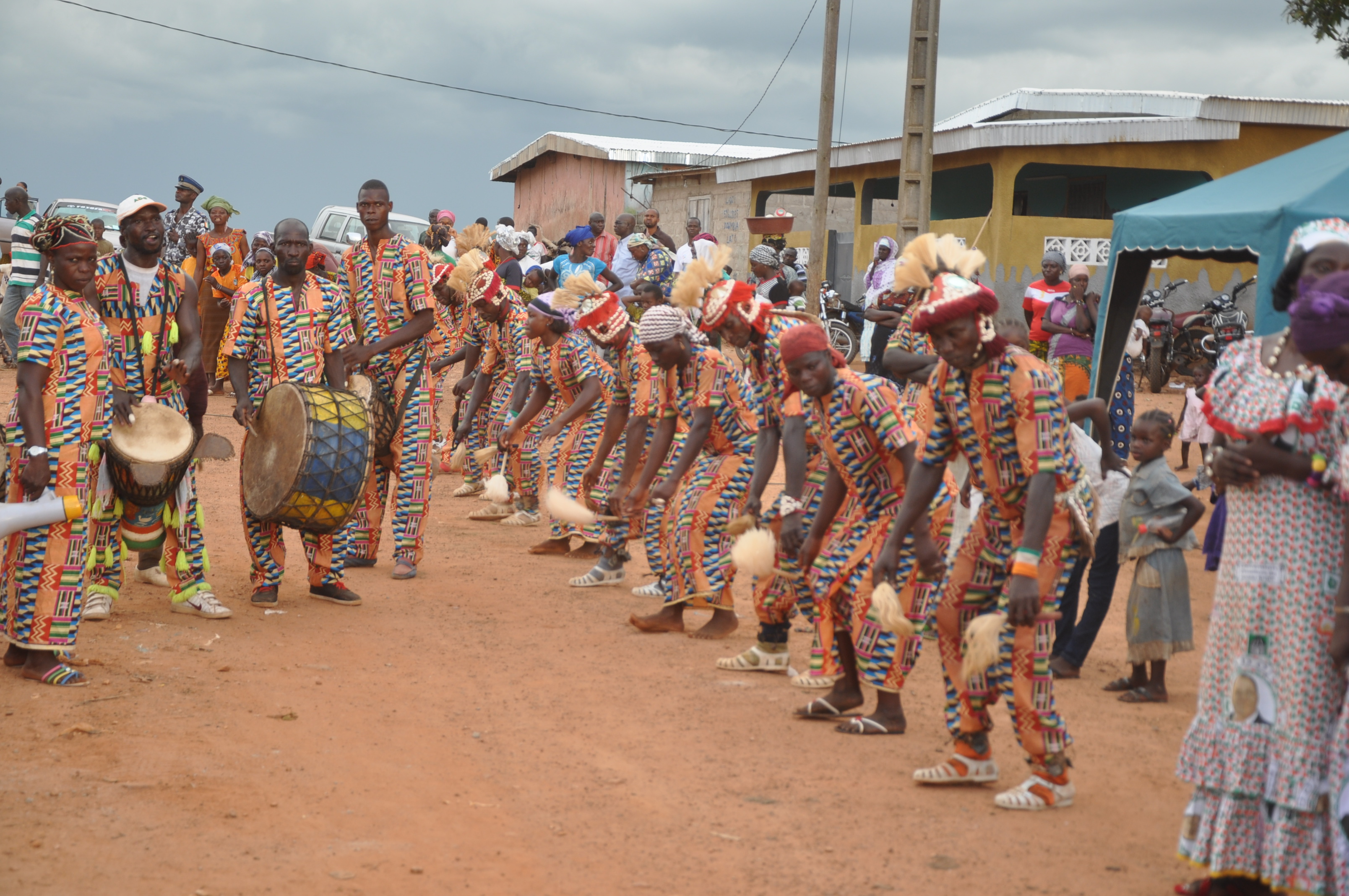
groupe de danse traditionnelle des malinkés en Côte d'Ivoire

Comme dans toute l'Afrique de l'Ouest, la danse est une activité très importante en Côte d'Ivoire.

## Danses religieuses traditionnelles
Les « danses sacrées » ne sont jamais montrées aux « non-initiés », qu'ils soient européens ou africains ; seule la partie spectaculaire est exhibée en public. Dans l'ouest du pays, la danse des échassiers, pratiquée par les Dan, et les jongleries des Guérés, qui lancent des petites filles retombant entre deux poignards, sont les plus célèbres et les plus spectaculaires. Dans le nord, les Sénoufos pratiquent la danse du n'goro et la danse des hommes-panthères, ou danse du Boloy.
La danse senoufo appelée balafon est aussi pratiquée en Côte d'Ivoire.

## Danses modernes
- Quelques danses « modernes » très en vogue en Afrique jouissent également d´une certaine popularité. Tout d´abord le makossa venu du Cameroun et populaire dans les années 1980 jusqu´au milieu des années 1990. Ensuite et surtout le soukouss, dont les développements techniques et stylistiques ont laissé place à la dénomination moderne de ndombolo. Venu de la République démocratique du Congo, le ndombolo reste un genre relativement bien apprécié en Côte d'Ivoire.
- L'avènement du zouglou au début des années 1990 a également donné naissance à plusieurs pas de danse, pour l'essentiel des variantes de ce genre : le gnakpa, le kpaklo ou encore le youssoumba.
- Le mapouka né dans la localité de Nigui-saff au sud du pays, sur le bord du golfe de Guinée, est aujourd'hui très populaire et pratiqué bien au-delà de la Côte d´Ivoire.
- Les années 2000 ont vu l´apparition d´un nombre croissant de nouvelles danses issues du mouvement coupé-décalé et dont la popularité s´étend quasiment à toute l´Afrique. Elles sont connues sous l´appellation de concept(s), et sont le plus souvent liées aux mutations sociales et aux évènements de la vie courante ivoirienne et aussi à l'imagination et à la créativité sans limite des DJ et des protagonistes de l´univers coupé-décalé : concepts.

## Galerie

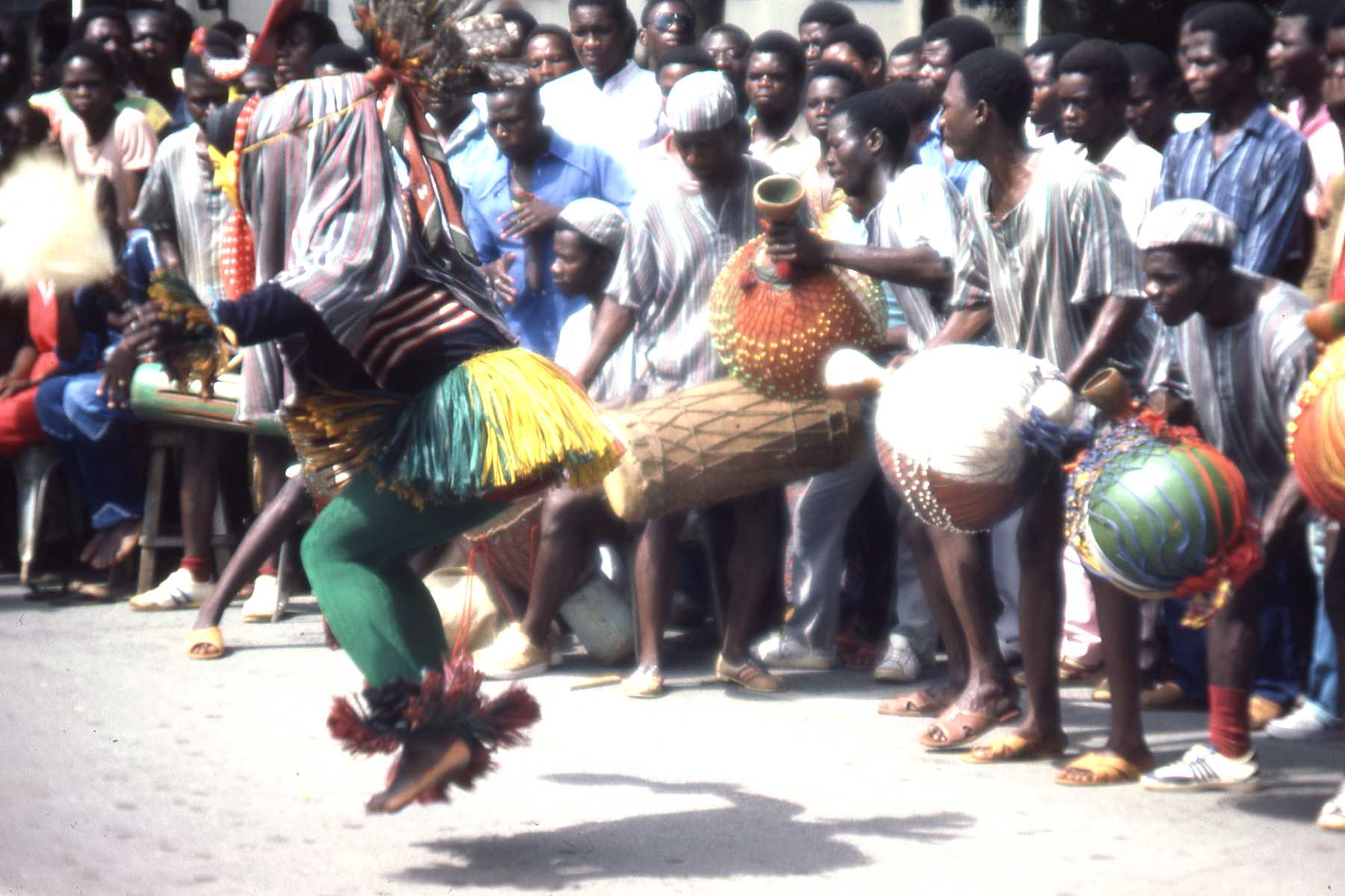
Danses de Côte d'Ivoire
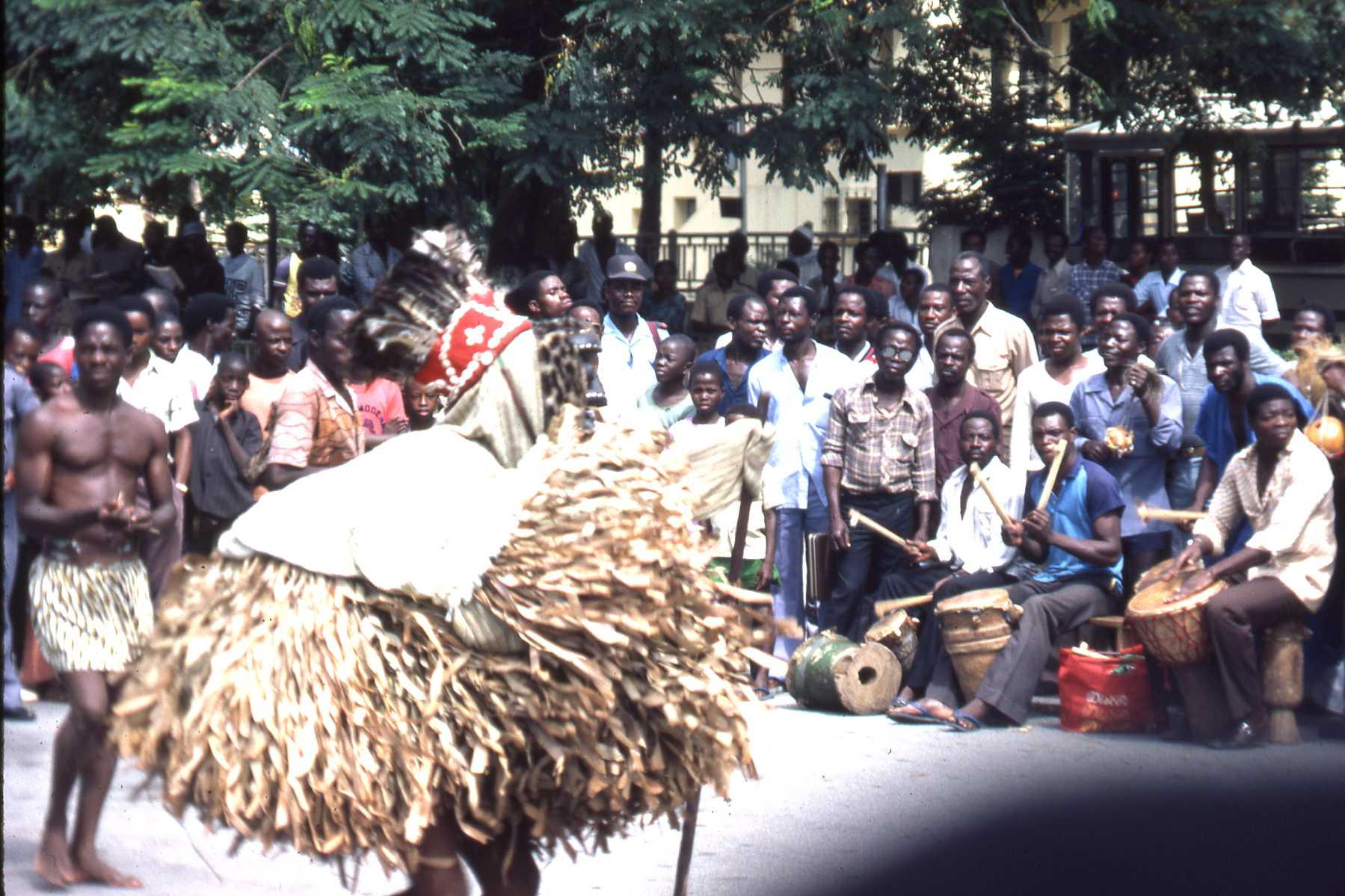
Danses de Côte d'Ivoire